# 高松伸

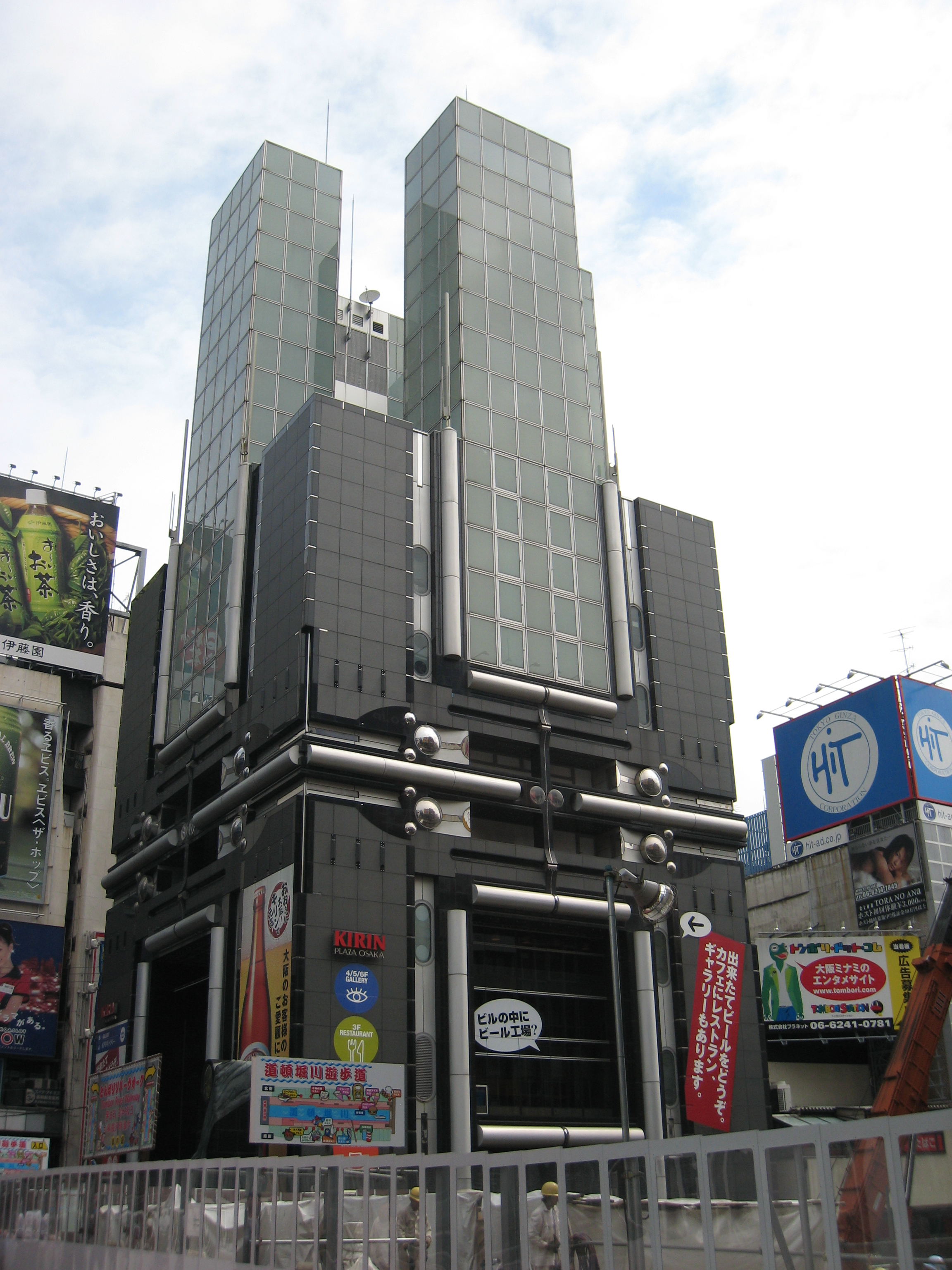
大阪麒麟廣場

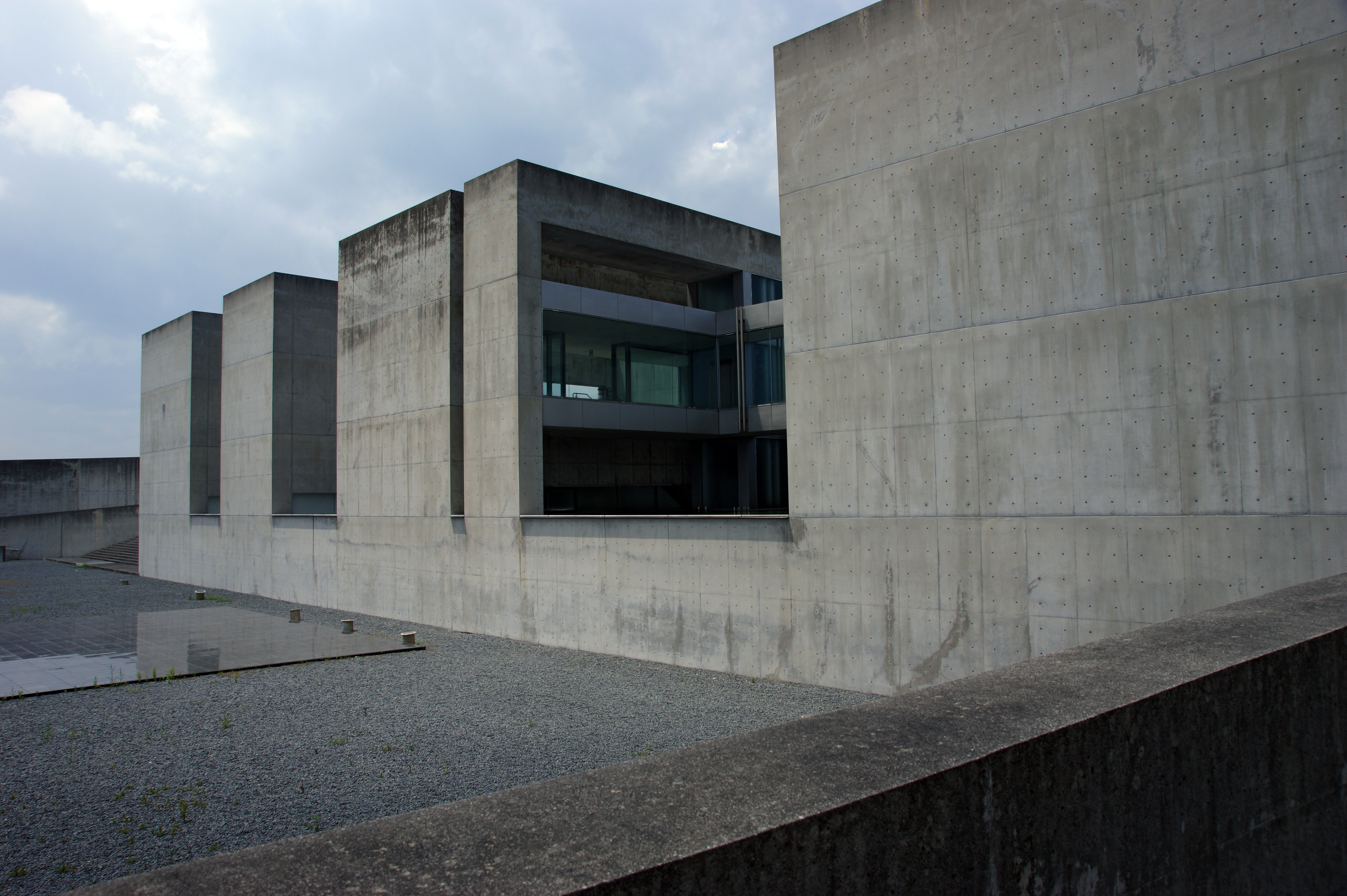
植田正治寫真美術館

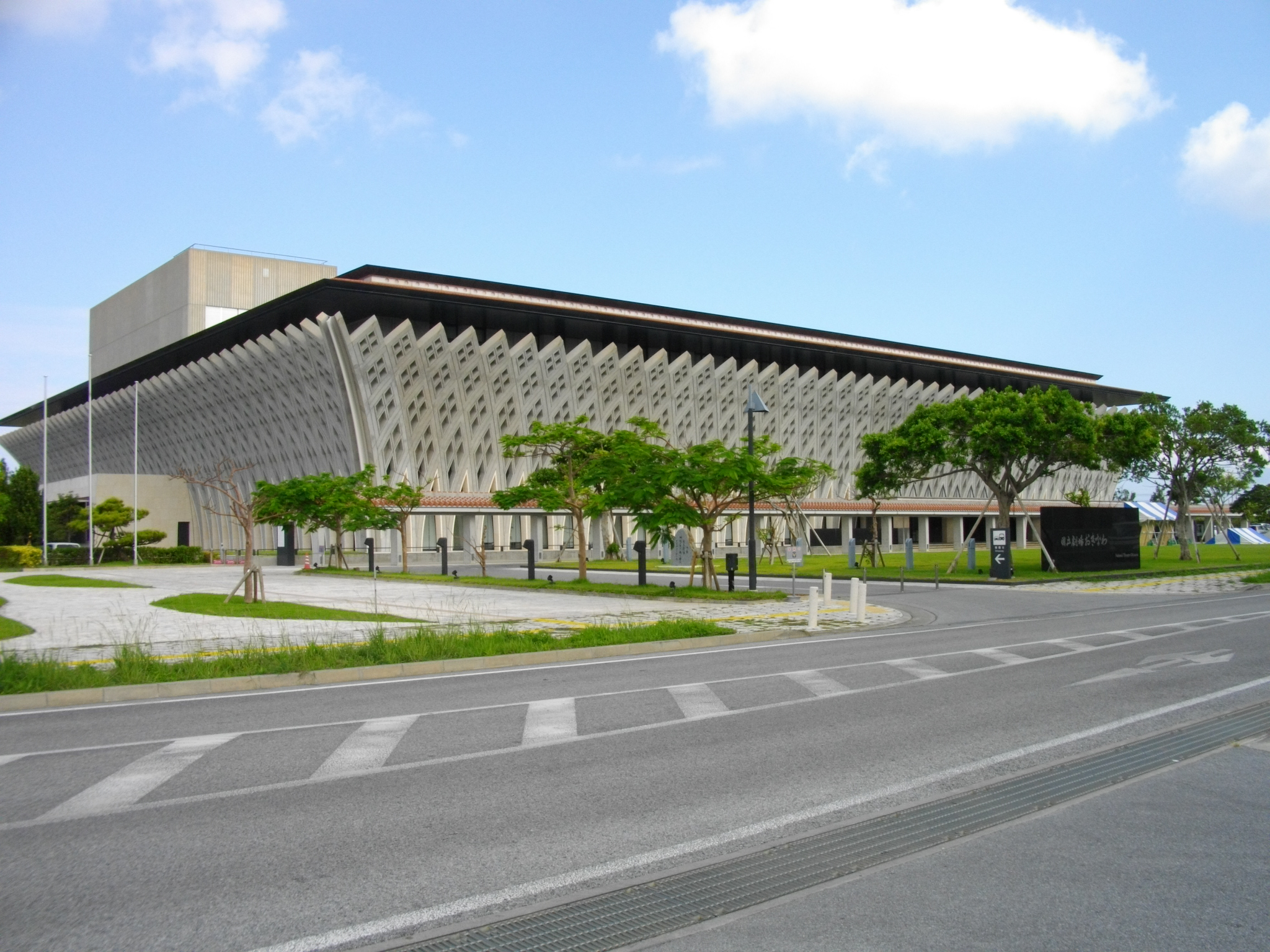
沖繩國立劇場

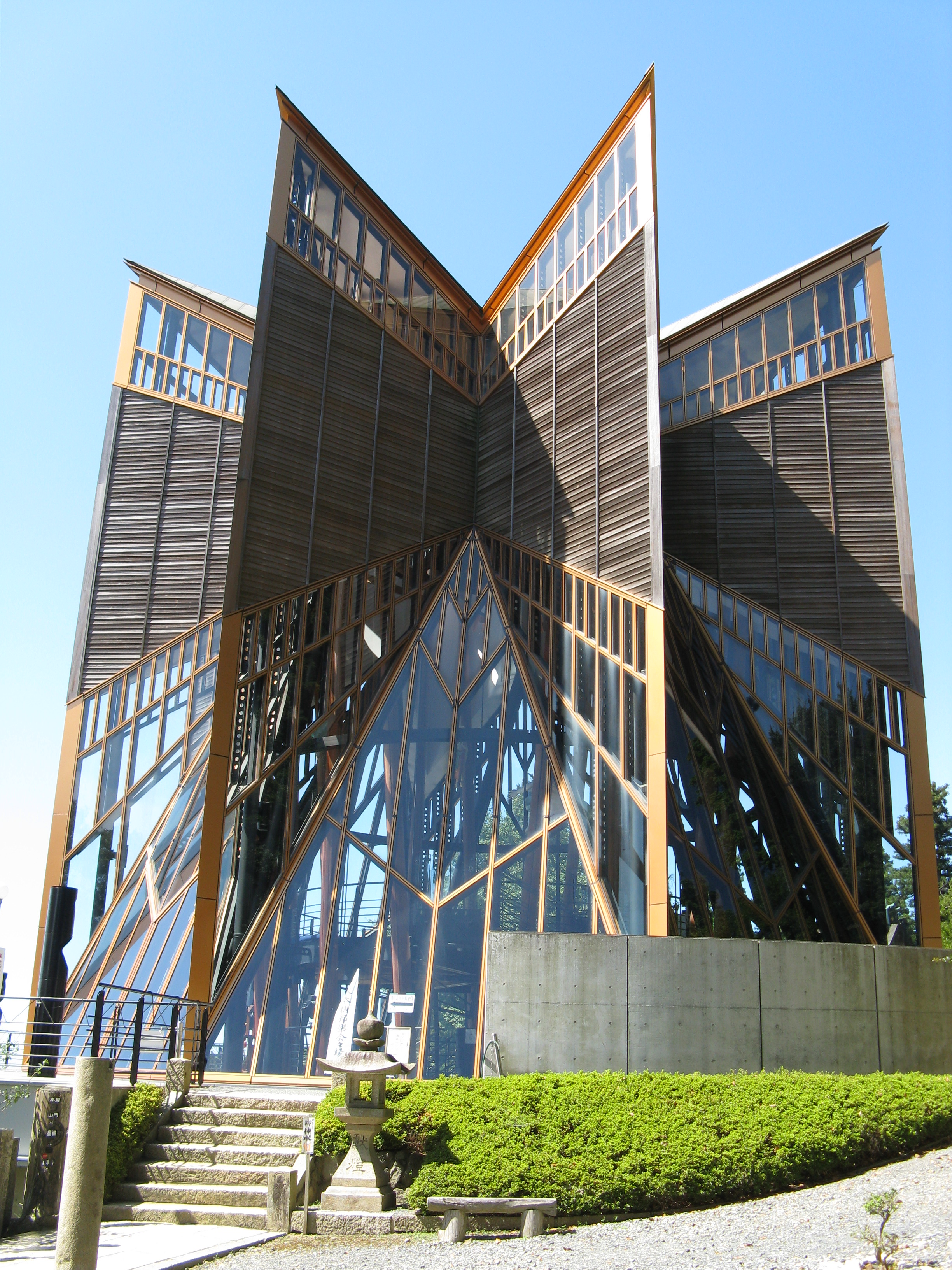
能勢妙見山 星嶺

高松伸（Takamatsu Shin，1948年8月5日—），日本建築師，京都大学榮譽教授。高松伸建築設計事務所主持建築師。美國建築家協会（AIA）榮譽會員，德國建築家協会（BDA）榮譽會員，英国皇家建築家協會（RIBA）會員。

## 簡介
生於島根縣仁摩町（現大田市）
- 1971年　京都大學工學院建築系畢業。
- 1980年　京都大学工學院建築博士學位。
- 1980年　創立高松伸建築設計事務所。
- 1997年　任職京都大學工學研究科建築系教授。

## 獎項
- 1984年  日本建築家協会新人獎（織陣I）
- 1985年  威尼斯雙年展入選獎
- 1987年  國際室內設計入選獎
- 1989年  日本建築學會獎作品獎，商業空間設計大獎
- 1994年  京都府文化貢獻獎
- 1996年  藝術選獎文部大臣賞
- 1998年  公共建築賞優秀賞

## 建築特色

### 早期作品
高松伸的作品造型誇張、視覺性強烈，許多如機器般的特殊造型，是從二〇年代電影《大都會》（Metropolitan）古典機械美學此經典作品中獲得啟發和靈感，轉化和大量應用在建築設計之上，作品風格因而被歸之於機械建築或高科技建築。早期作品以兩間造型獨特的齒科醫院ARK（京都市伏見區、1983年）以及PHARAOH（京都市南區、1984年），猶如火車頭般巨大造型的金屬感，以及飛彈造型的採光筒，使建築成為地標；其對稱的機械窗開口亦成為高松伸的獨特建築語彙。1989年《蝙蝠俠》所塑造古典機械的想像城市—高譚市（Gotham City），即是取自高松伸建築作品語彙加以重組改造而成。對於此強烈機械風格的評價兩極化，西方評論家以高科技風格建築角度批評其建築為低科技（Low-Tech）或死科技（Dead-Tech）建築，因為徒有機械外型，卻無機器內涵，造型的符號隱喻取代了科技物理的實用性；但對於高松伸而言，他的機械建築所呈現的不是機器的科技性，而是探討更本質的心理層面，是面強大商業污染壓力下的一種掙扎與對抗，正如大阪麒麟廣場（大阪市中央區、1987年）以「孤絕的個體」，來面對雜亂的都市景觀一般。

### 1990後
1990年代後，高松伸的創作手法有極大轉變，開始走向簡潔、明亮、內斂的日式禪風。大量的玻璃帷幕取代了誇張手法的機械裝飾，巨大的量體卻能以獨特的分割方式將大尺度的空間轉化成柔軟的細緻風格。高松伸說「建築必須與自然共生，這種力量往往源自於當地風土特色。」對於傳統，東本願寺參拜接待所的地下化、沖繩國立劇場立面細部所表達沖繩的文化與民藝、都反映出其對待基地的態度；高松伸的設計亦加入不同領域的專家合作，表現出其巧思：例如與流體力學專家合作的仁摩砂博物館內設置的砂漏計時器，植田正治寫真美術館中用光學攝影原理，透過世界最大的透鏡的折射，將遠處的山景倒映到建物內部的牆面上，表現出美術館的"攝影"特質。在“反傳統、反都市、反文脈”的高松伸的後期作品中，並存著"傳統"和"現代"的印記。如高松伸所言，真正的傳統應該選擇拋棄形式而運用這些傳統的安定的元素来創造新的建築，才是真正意義上的協調。

## 代表作品
- 織陣（京都市上京區、1981年）
- 西福寺（岐阜縣可兒市、1982年）
- 仁科歯科医院 ARK（京都市伏見區、1983年）
- 浅野歯科医院 PHARAOH（京都市南區、1984年）
- 大阪麒麟廣場（大阪市中央區、1987年）日本建築學會獎。2008年拆除。
- Ining'23（京都市左京區、1987年）
- 益榮苺屋本館（東京都調布市國領町、1989年）1997年拆除。
- SYNTAX（京都市左京區、1990年）2005年拆除。
- 仁摩砂博物館（島根縣大田市、1991年）
- Earthtecture Sub-1（東京都渋谷區、1991年）
- Octagon（東京都渋谷區、1992年）
- 島根縣立産業交流会館（島根縣松江市、1992年）
- 植田正治寫真美術館（鳥取縣伯耆町、1995年）藝術選獎文部大臣賞。
- 麒麟啤酒總部大樓（東京都中央区、1995年）
- 長崎港旅客中心（長崎縣長崎市、1995年）
- 美保關町海之學苑鄉民交流館（島根縣松江市、1995年）
- 浜田市世界兒童美術館（島根縣浜田市、1996年）
- 境港文化交流會館（鳥取縣境港市、1997年）
- 能勢妙見山星嶺（兵庫縣川西市、1998年）
- 東本願寺參拜接待所（京都市下京区、1998年）
- 華歌爾總部大樓（京都市南区、1999年）
- 遠雄東京企業總部（台灣台北市內湖區、2002年）
- 沖繩國立劇場（沖縄縣浦添市、2003年）
- 天津自然博物館（中國天津、2004年）
- 同志社小學（京都市左京区、2006年）
- 難波HIPS（大阪市中央区、2007年）
- 高雄捷運美麗島站（台灣高雄市、2008年）
- 丸美産業總部社屋（愛知縣名古屋市、2008年）
- 四天王寺学園小学校（大阪府藤井寺市、2009年）
- 同志社國際學院（京都府木津川市、2011年）
- 南臺科技大學生活機能館W棟（台灣台南市、2016年）

## 著作

### 日文
- 「Works高松伸―The architectual of Shin」（グラフィック社） 1984/04
- 「僕は、時計職人のように―ことばとスケッチ」（住まいの図書館出版局）1987/06 ISBN 4795208026
- 「陽のかたち」（筑摩書房）1995/03 ISBN 4480813748
- 「王国―君臨する光学　戴冠する空間」（青幻舎） 2001/04 ISBN 4916094452
- 監修「建築と私」（京都大学学術出版会 2001/08 ISBN 4876984244
- 「夢のまにまに夢をみる」（TOTO出版）2002/03 ISBN 4887062052
- 監修「建築と私2」（京都大学学術出版会） 2002/09 ISBN 4876984480
- 「Design Essence from Sketchbook 建築設計のための教科書」（京都大学学術出版界） 2005/08 ISBN 4876986584
- 「もうひとつの家」（インデックス・コミュニケーションズ） 2006/06 ISBN 4757303898
- 監修「世界の高層建築まるわかり事典―古代から近未来まで」クリエイティブ・スイート編・構成（PHP研究所） 2008/05 ISBN 4569687735

## 外部連結
- 高松伸建築設計事務所 （页面存档备份，存于）
- 京都大学高松研究室